# 1938 en Palestine mandataire
Chronologie de la Palestine
- 1934
- 1935
- 1936
- 1937
- 1938
- 1939
- 1940
- 1941
- 1942

Cette page concerne les évènements survenus en 1938 en Palestine mandataire :

## Évènements
- Grande révolte arabe de 1936-1939 en Palestine mandataire
- 4 janvier : Le gouvernement britannique nomme la commission Woodhead chargée d'étudier les aspects pratiques du partage de la Palestine.
- 10 janvier : James Leslie Starkey, archéologue britannique est assassiné à Bayt Jibrin près d'Hébron par un groupe de militants arabes, alors qu'il se rendait à l'inauguration du nouveau Musée archéologique de Palestine[1].
- 3 mars : Harold MacMichael commence son mandat de haut-commissaire pour la Palestine.
- 21 avril : Attaque d'un bus par Shlomo Ben-Yosef (en), sionniste de l'Irgoun.
- 6 juillet : 18 Arabes et 5 Juifs sont tués par deux bombes simultanées sur le marché des melons arabes à Haïfa, 79 personnes sont blessées[2].
- 6 septembre : Massacre d'Al-Bassa (en)
- 9-10 septembre : Bataille de Beersheba (en)
- 2 octobre : Massacre de Tibériade

## Création - Fermeture
- Port de Tel Aviv
- Fondation de kibboutzim et moshavim : Hanita, Shavei Tsion, Alonim, Ma'ale HaHamisha (en), Tel Yitzhak, Beït-Yéhoshoua, Ein HaMifratz (en), Ma'ayan Tzvi (en), Sharona (en), Geulim (en), Eilon, Neve Eitan (en), Kfar Ruppin (en), Kfar Masaryk, Mesilot, Sde Warburg (en) et Hod Hasharon.

## Sport
- Ligue de la Palestine (1938-1939) (en) (football)
- Coupe de la Palestine (1938) (en) (football)
- Saison 1937-1938 de football en Palestine mandataire (en)
- Saison 1938-1939 de football en Palestine mandataire (en)

## Naissances
- 13 janvier : Yehoshua Porath (en), historien (mort en 2019)
- 24 janvier : Yoram Taharlev (en), poète, auteur et comédien (mort en 2022)
- 30 janvier : Yoram Tsafrir, archéologue (mort en 2015)
- 13 mars : Dan Margalit (en), journaliste.
- 14 avril : Rivka Michaeli (en), actrice.

## Décès
- 29 juin : Shlomo Ben-Yosef (en) est exécuté après avoir attaqué un bus.